# Rheden
Rheden est une commune et un village des Pays-Bas, dans la province de Gueldre.

## Galerie

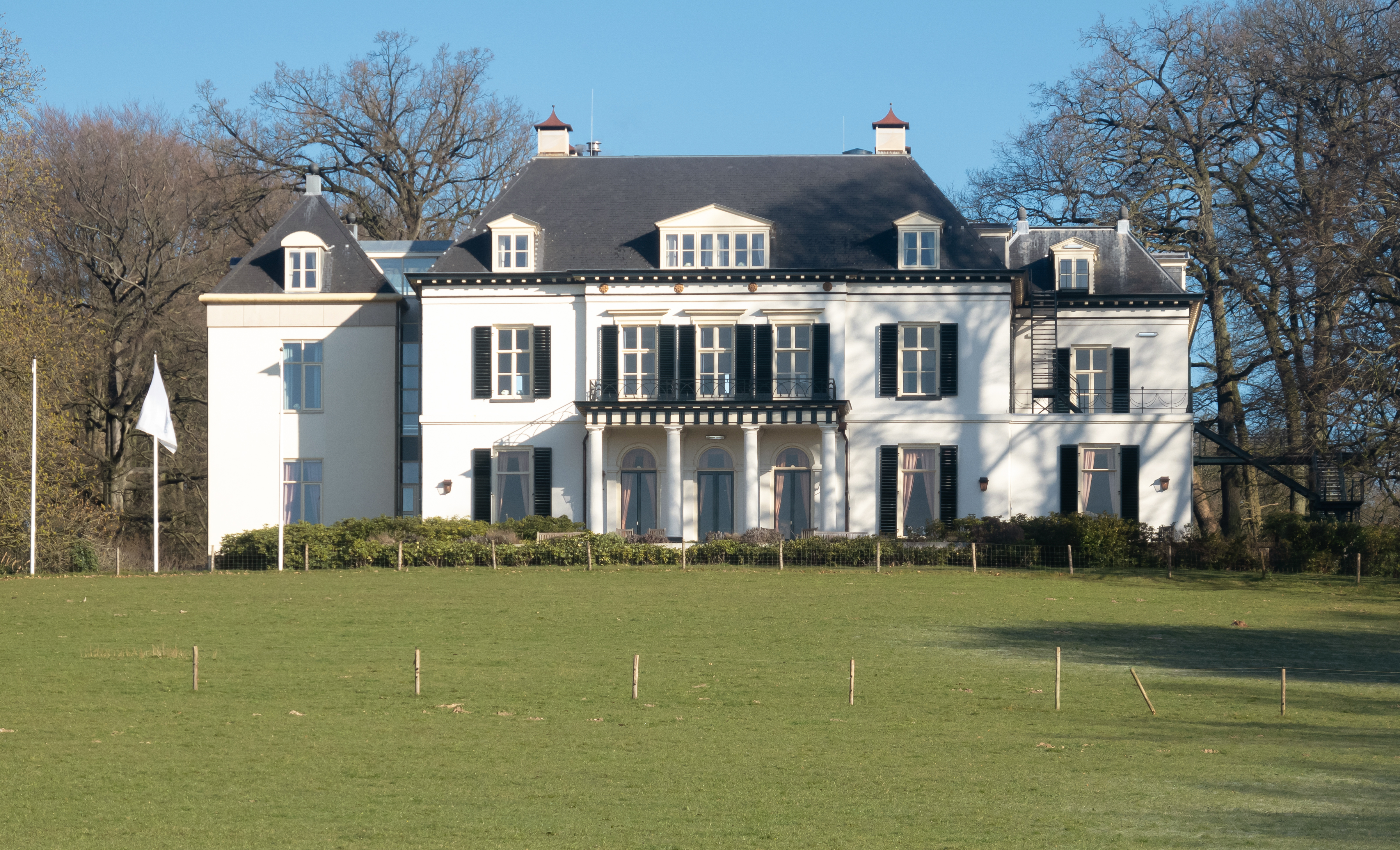
La villa de Valkenberg.
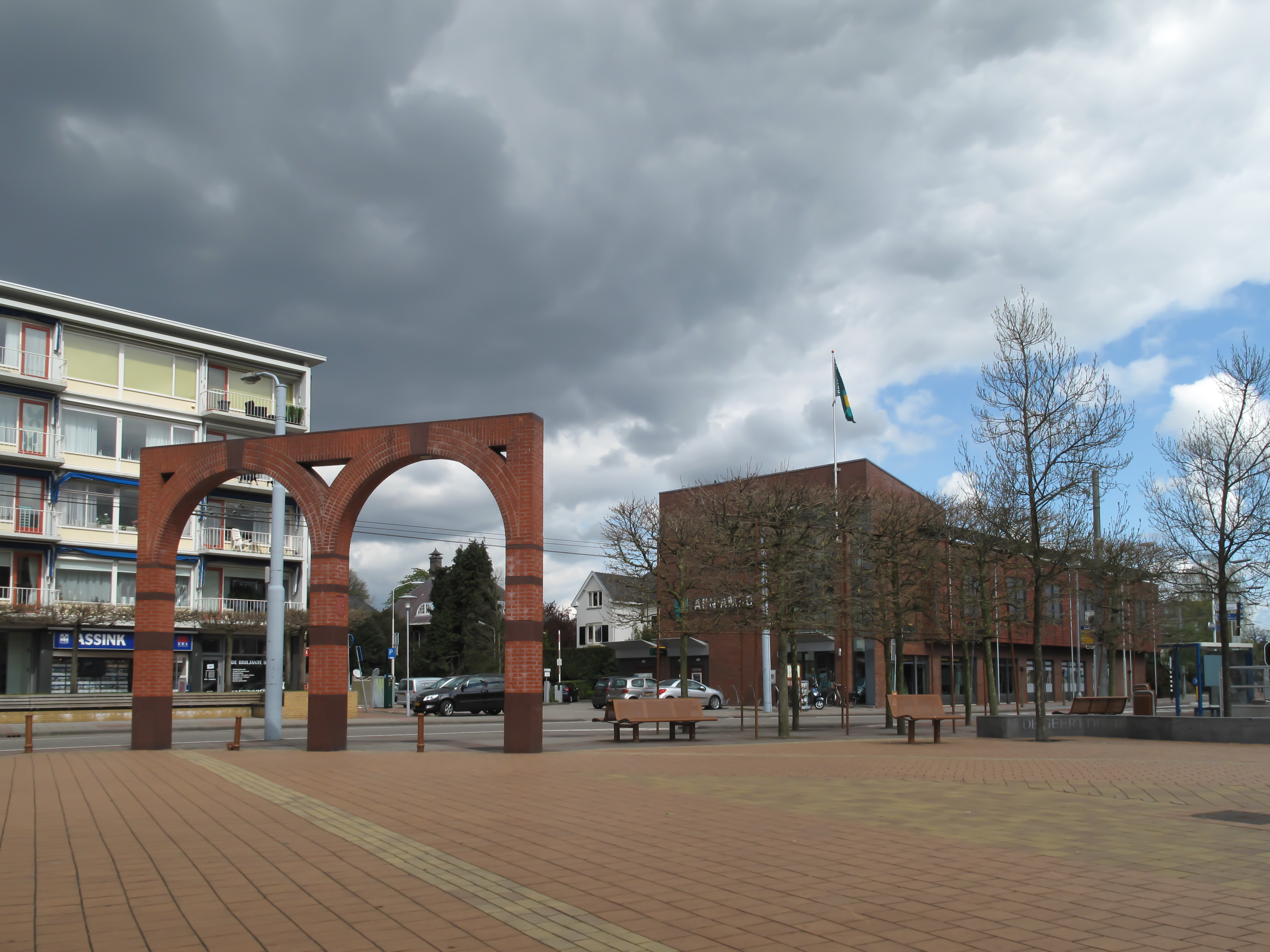
La Hoofdstraat de Velp, village de la commune.
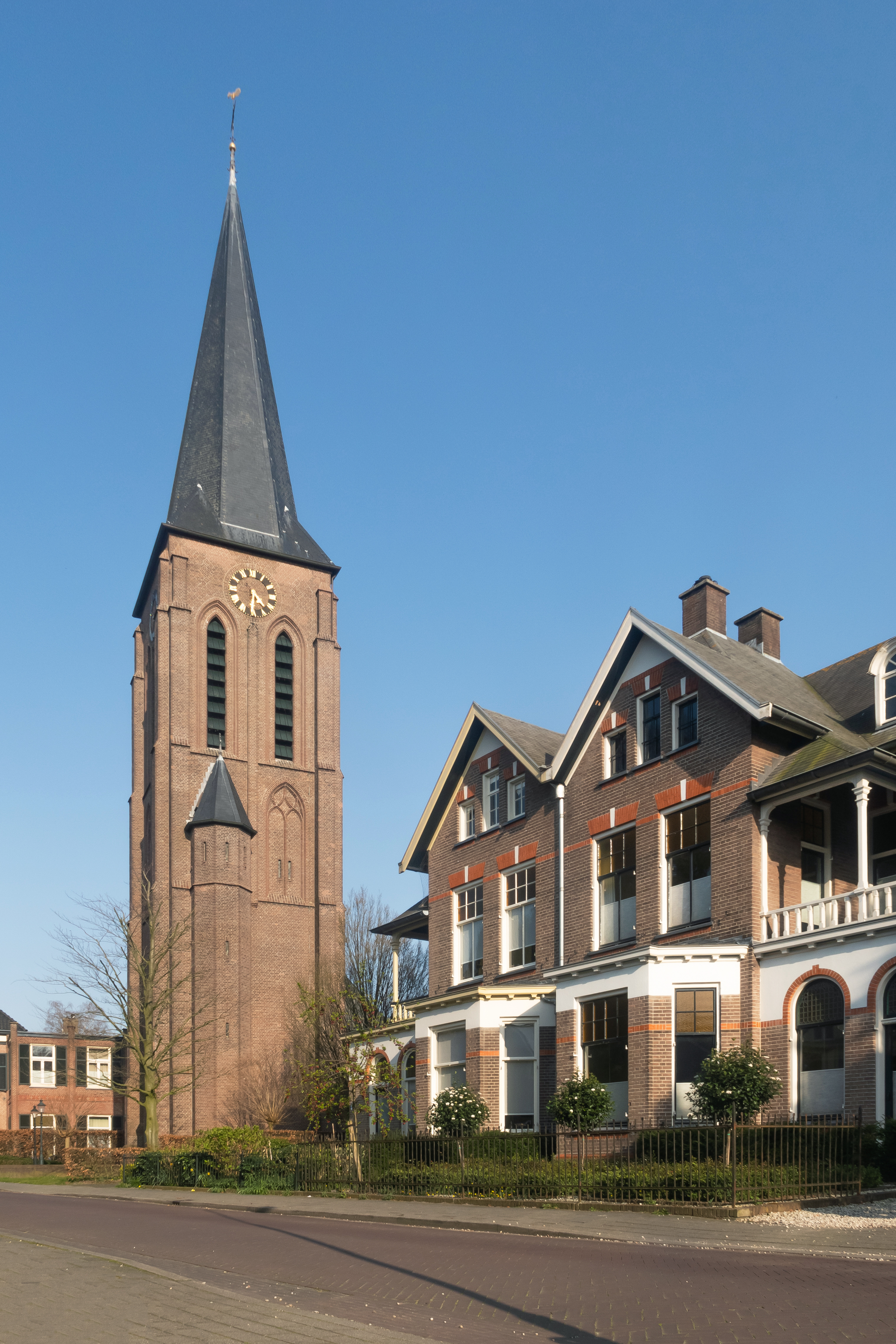
Le clocher de Dieren, village de la commune de Rheden.
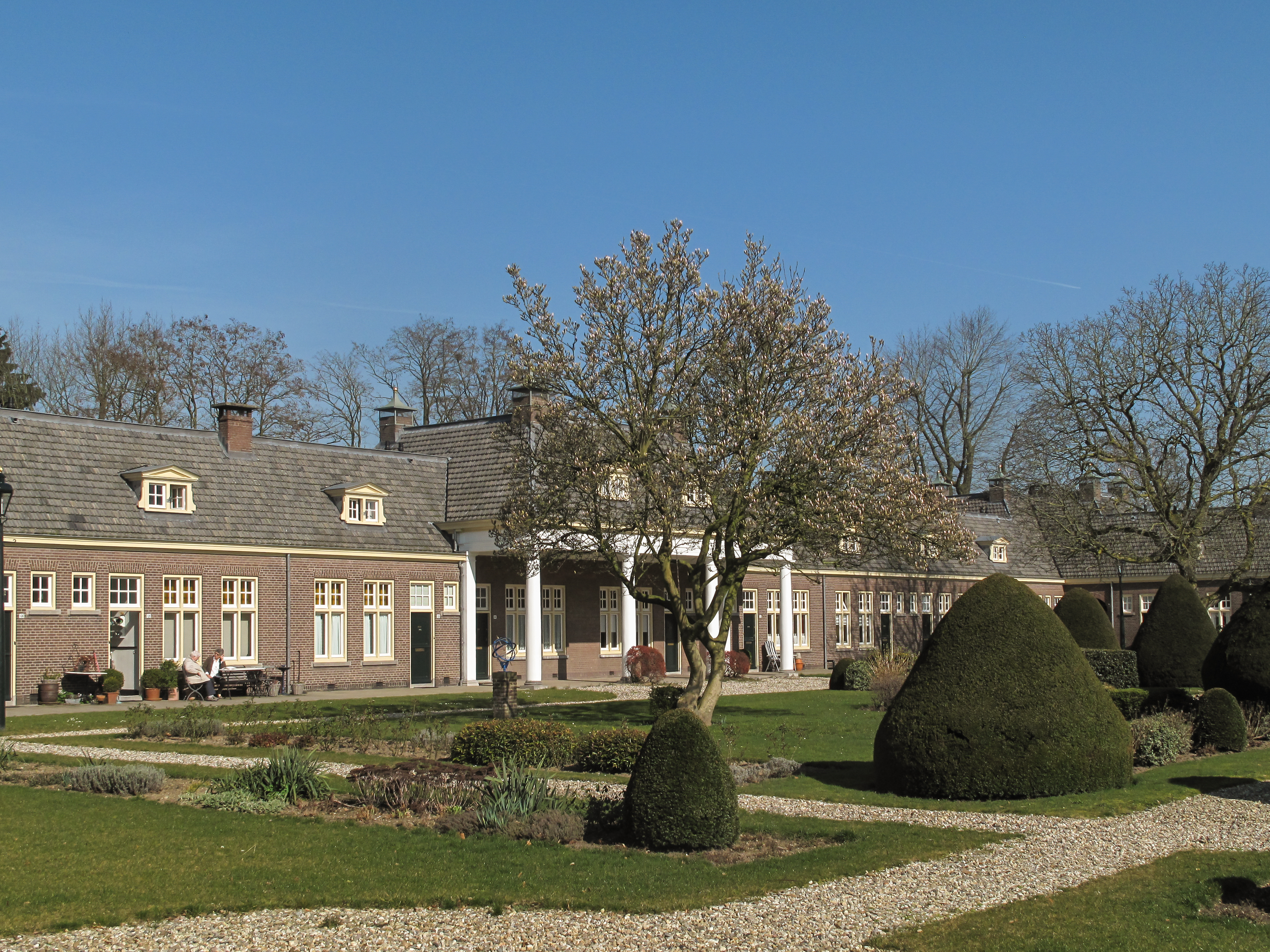
Schweer bey der Beckehof, édifice à Dieren.
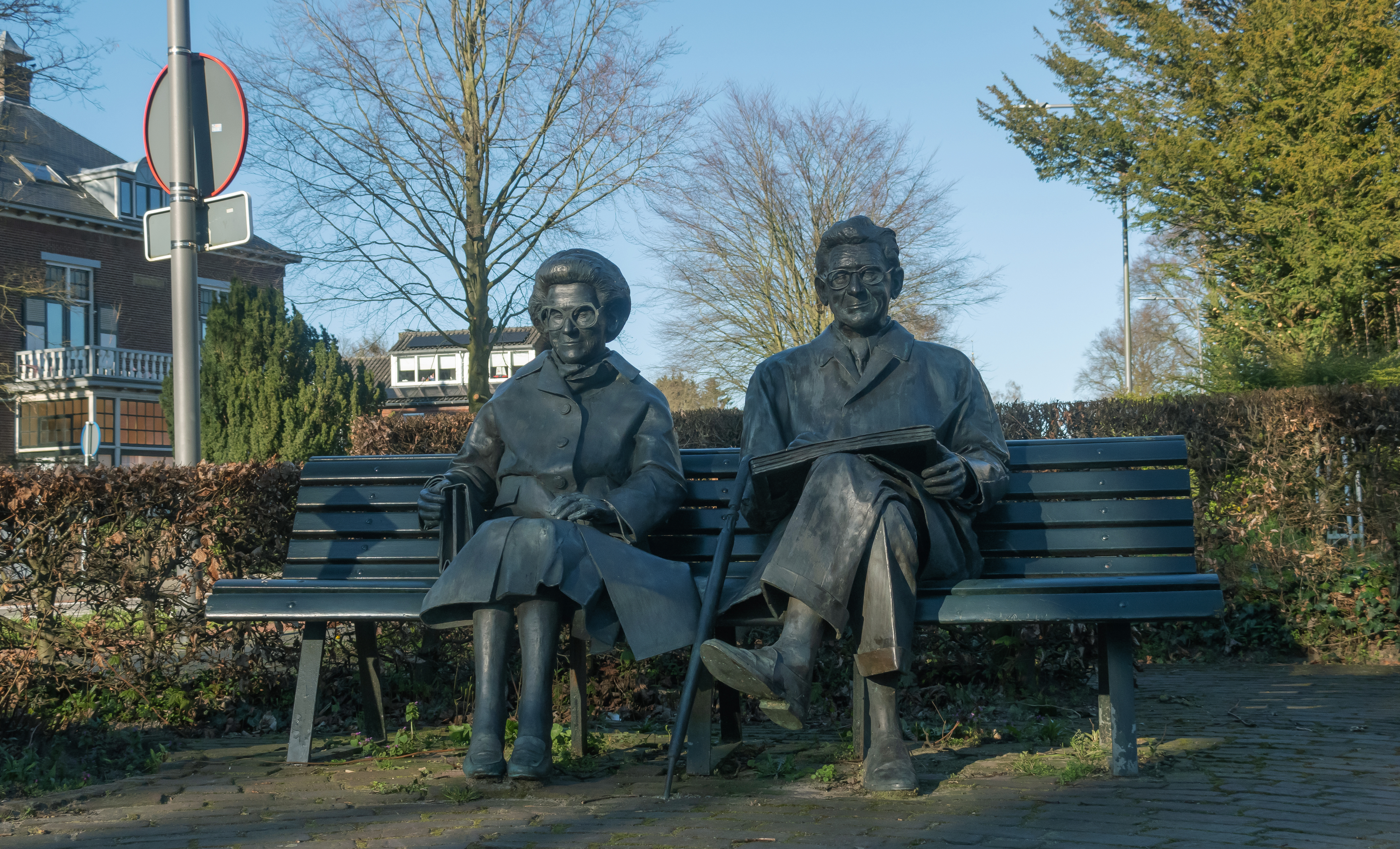
De Steeg, la statue du couple Carmiggelt
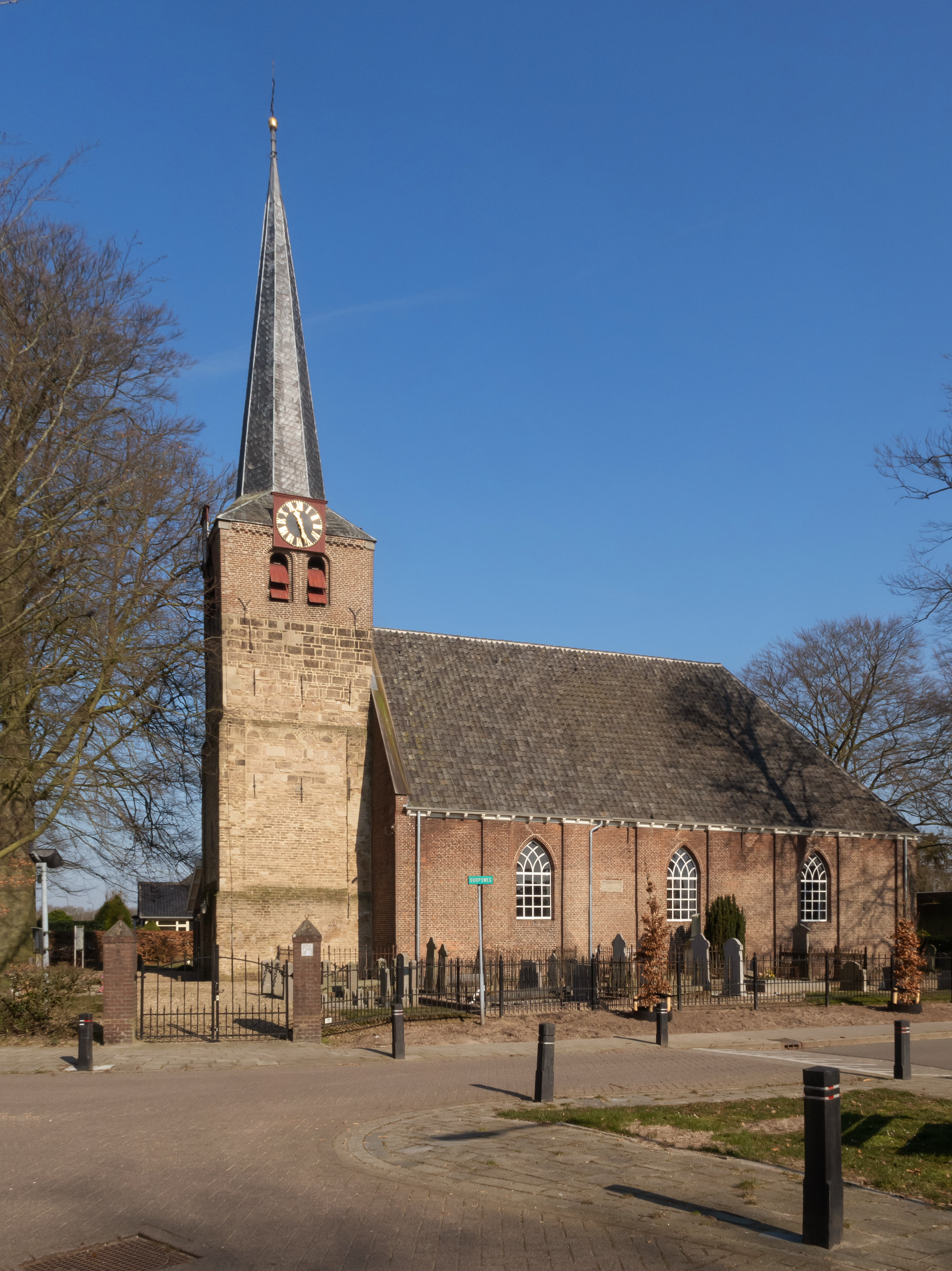
Spankeren, un temple protestant.
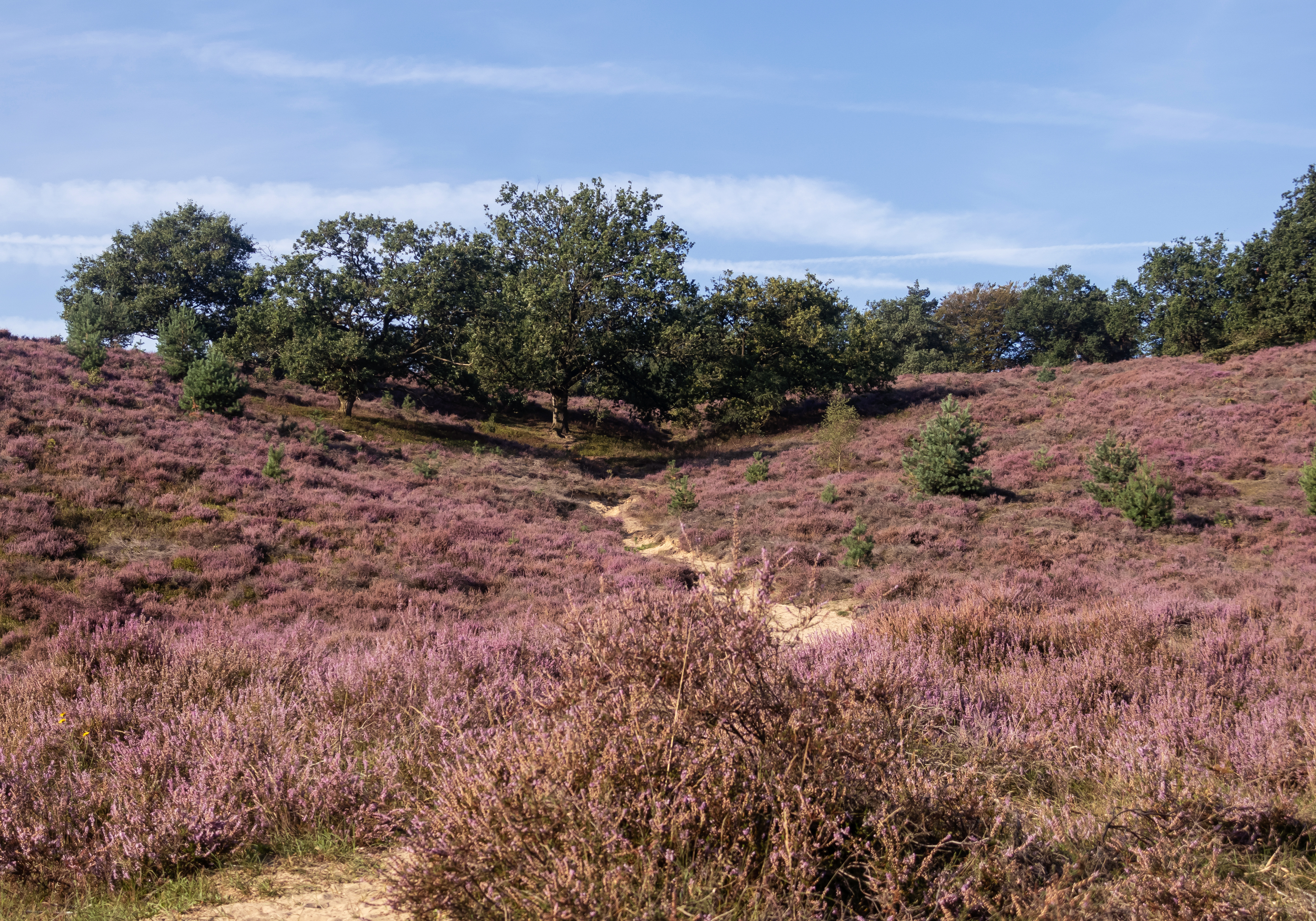
la Posbank
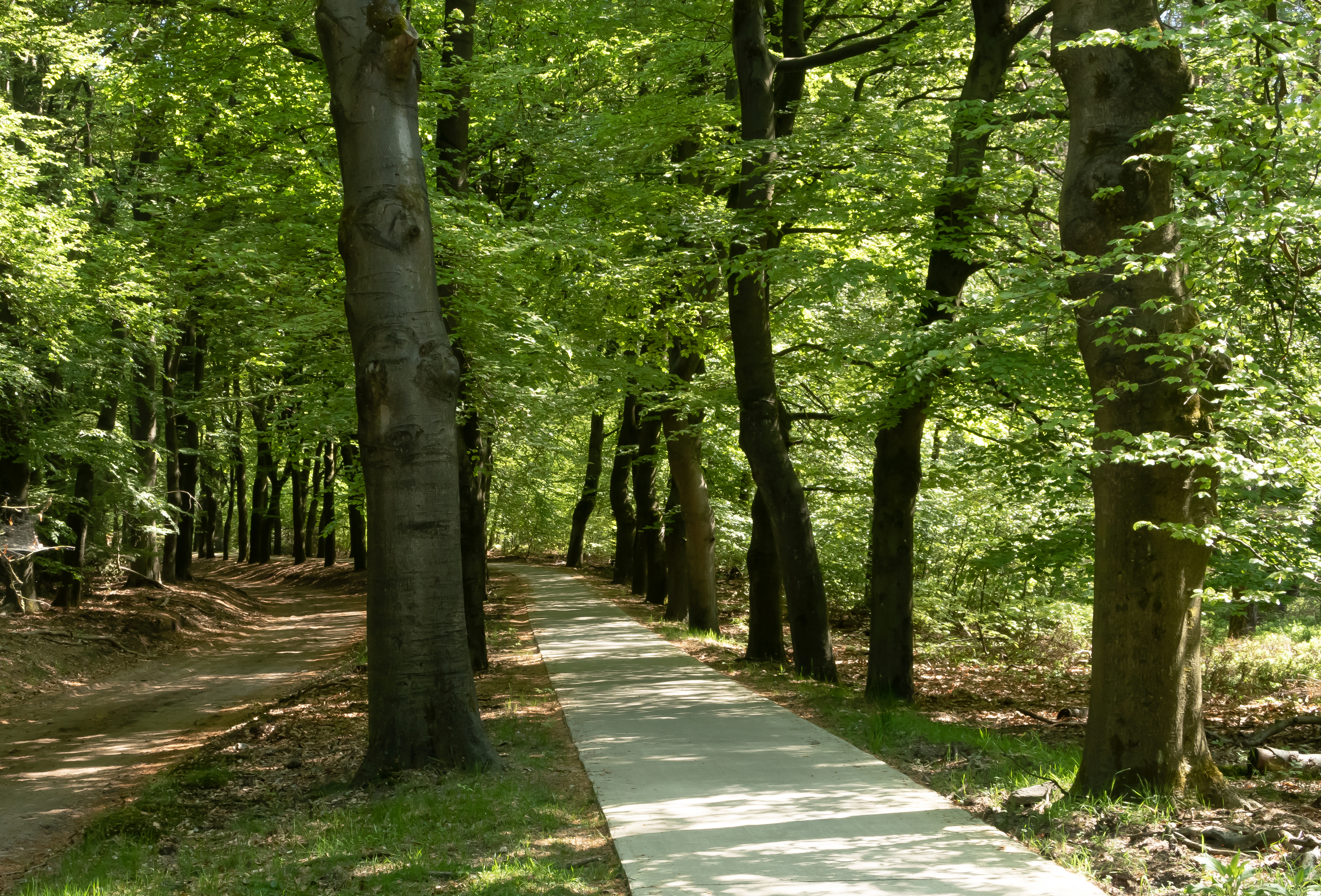
Rheden, dans le Parc National Veluwezoom

## Personnalités
- Edward Gal (né en 1970), champion équestre